# غابرييل بوبوفيتش
غابرييل بوبوفيتش (بالإنجليزية: Gabriel Popovic)‏ هو لاعب كرة قدم أسترالي في مركز الهجوم، ولد في 28 يوليو 2003 في أستراليا. لعب مع وسترن سيدني واندررز.

## وصلات خارجية
- غابرييل بوبوفيتش على موقع قاعدة بيانات كرة القدم.إي يو (الإنجليزية)
- غابرييل بوبوفيتش على موقع Soccerway.com (الإنجليزية)